# Il diario di Julius Rodman
Il diario di Julius Rodman (The Journal of Julius Rodman) è un romanzo incompiuto di Edgar Allan Poe. Fu pubblicato a puntate, tra il gennaio e il giugno 1840, sul Burton's Gentlemen's Magazine di Filadelfia, quindi comparve in volume dopo la morte del poeta.

## Trama
Il racconto si presenta come la pubblicazione dei diari di Julius Rodman, un mercante di pellicce del quale si dice che, insieme a quattordici compagni, nel 1792 attraversò le Montagne Rocciose seguendo il corso del Missouri. La storia è narrata in forma di diario, con alcuni interventi di un redattore nei quali vengono date informazioni supplementari sulla spedizione o vengono riassunte le pagine in cui Rodman è troppo prolisso.
Dopo la scomparsa del padre e delle due sorelle, Rodman perse interesse per la piantagione di proprietà della sua famiglia, e decise di accettare la proposta di Pierre Junot di compiere un viaggio a caccia di pellicce da vendere alla Northwest Fur Company. A spronare Rodman è anche la sua passione per la natura e l'avventura. La spedizione si rivela quindi un viaggio attraverso terre poco esplorate, popolate da animali selvatici e abitate da indigeni bellicosi e ostili nei confronti degli estranei. Il racconto però si tronca dopo aver raccontato come il protagonista e tre compagni si siano salvati dall'attacco di due orsi.

## Edizioni italiane
- Il diario di Julius Rodman, in Gordon Pym e racconti, Sansoni, Firenze, 1965.
- Il diario di Julius Rodman, trad. di Elio Vittorini, in Opere scelte, a cura di Giorgio Manganelli, Mondadori, Milano, 1971.
  - Ristampata in Obscura. Tutti i racconti di Edgar Allan Poe, a cura di Giuseppe Lippi, illustrazioni di Màlleus, Mondadori, 2018, ISBN 978-8804687047